# Simon Heap
Simon Heap är en fiktiv person skapad av Angie Sage.

## Kuriosa
Simon har ett förhållande med Lucy Gringe och är son till Silas Heap och Sarah Heap. Han ägnade sig tidigare åt mörk magi, men lovade sedan Lucy att sluta, och lyckades med det. Dock använder han i Mörkret en mörk förtrollning för att överleva. Han blev tidigare förvisad från Borgen av Marcia Overstrand, men kom senare tillbaka för att hjälpa till att rädda hela Borgen.
Simon var en mycket kraftig utövare av mörk magi, men han använde aldrig Ringen-bak-och-fram. Hans betjänt Merrin Meredith använde den dock, men Marcellus tog av den genom att skära av tummen på honom.